# Hemigalinae
Sous-famille
Les Hémigalinés (Hemigalinae) sont une sous-famille de mammifères carnivores de la famille des viverridés.

## Liste des genres
Cette sous-famille comprend quatre genres monospécifiques :
- genre Chrotogale Thomas, 1912 ;
- genre Cynogale Gray, 1837 ;
- genre Diplogale Thomas, 1912 ;
- genre Hemigalus Jourdan, 1837.

Elle a été créée par John Edward Gray (1800-1875) en 1865.